# Tungový olej

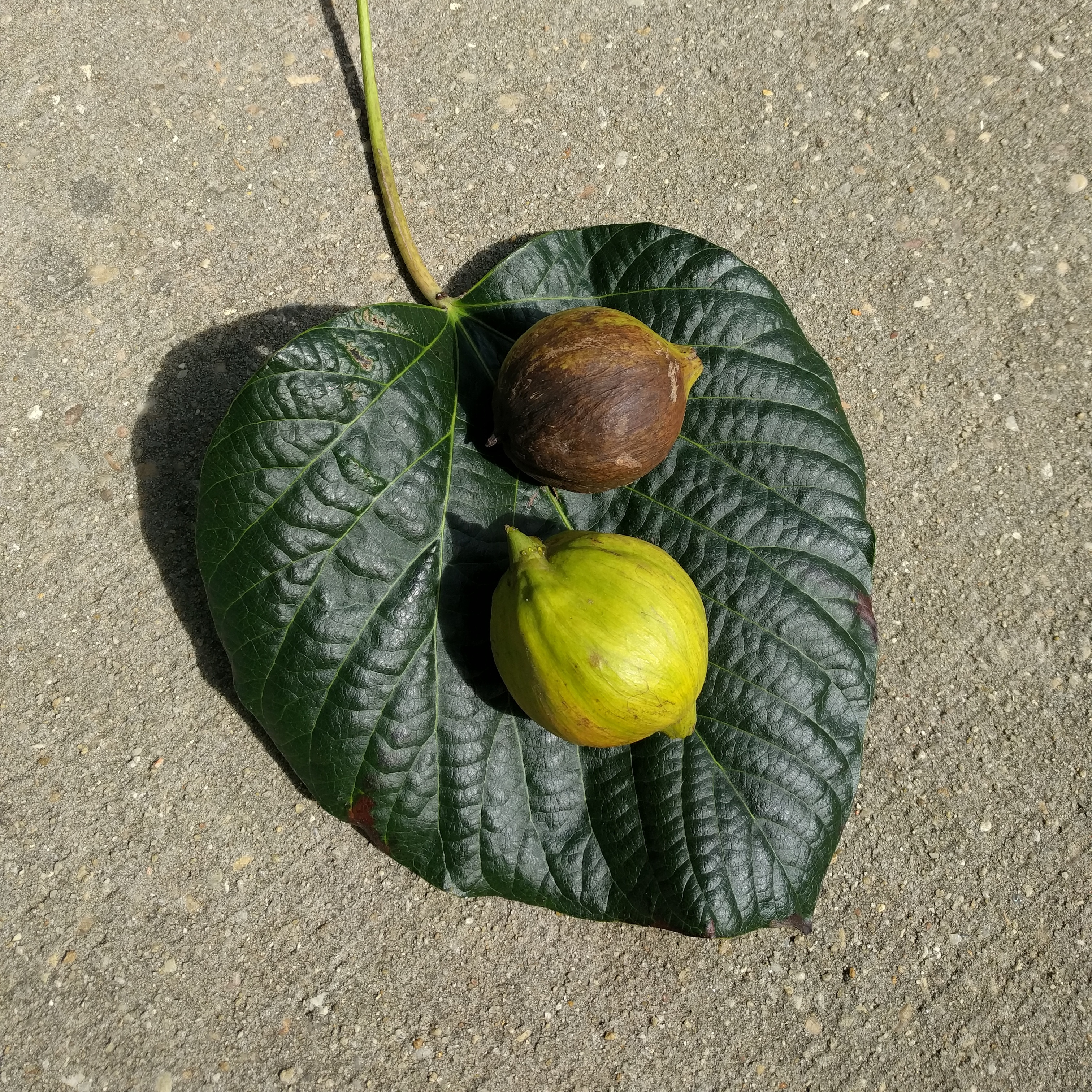
List tungového stromu a plody

Tungový olej je vysychající olej získaný lisováním semen stromu Vernicia fordii z čeledi pryšcovitých. Tungový olej po vystavení vzduchu (polymerací) vysychá. Výsledný povrch je průhledný a má hluboký, téměř mokrý vzhled. Používá se hlavně k povrchové úpravě a ochraně dřeva, po mnoha vrstvách může povrch dokonce vypadat jako plast. Podobně polymerují lněný olej, světlicový olej, makový olej a sojový olej.  Předpokládá se, že používání tohoto oleje začalo ve starověké Číně. Zmínky lze najít ve spisech Konfucia kolem roku 400 př. n. l. Surový tungový olej zasychá za vzniku jemného, hrbolatého povrchu; to lze ještě podpořit přídavkem kobaltového katalyzátoru a použít ke specifické povrchové úpravě. Pro dosažení hladkého, lesklého povrchu je třeba surový olej upravit.
Název je často používán výrobci barev a laků jako obecný název pro laky na dřevo, které po zaschnutí vytvoří povrch podobný tomu tungovému.

## Historie
Strom pochází z jižní Číny, kde se tradičně pěstuje pro tungový olej, ale není známo jak dlouho. Během dynastie Song byl tungový olej používán k hydroizolaci na lodích. Slovo „tung“ je etymologicky odvozeno z čínského 桐 tóng. Nejstarší zmínky o použití tungového oleje v Číně jsou ve spisech Konfucia z období 500 až 400 př. n. l.  

## Složení
Hlavní mastné kyseliny v tungovém oleji a jejich koncentrace jsou uvedeny v tabulce.
| Kyselina alfa-eleostearová | 77–86% |
| Kyselina linolová          | 8–10%  |
| Kyselina palmitová         | 1–3%   |
| Kyselina olejová           | 4–9%   |
| Kyselina stearová          | 1–3%   |
| Kyselina linolenová        | 1–3%   |

Primární složkou je C18 mastná kyselina obsahující tři konjugované dvojné vazby. Jsou velmi citlivé na autooxidaci, která podporuje sesíťování sousedních řetězců. Tato polymerizační reakce posléze vede k vytvrzení (vyschnutí) oleje.

## Využití

### Povrchová úprava dřeva

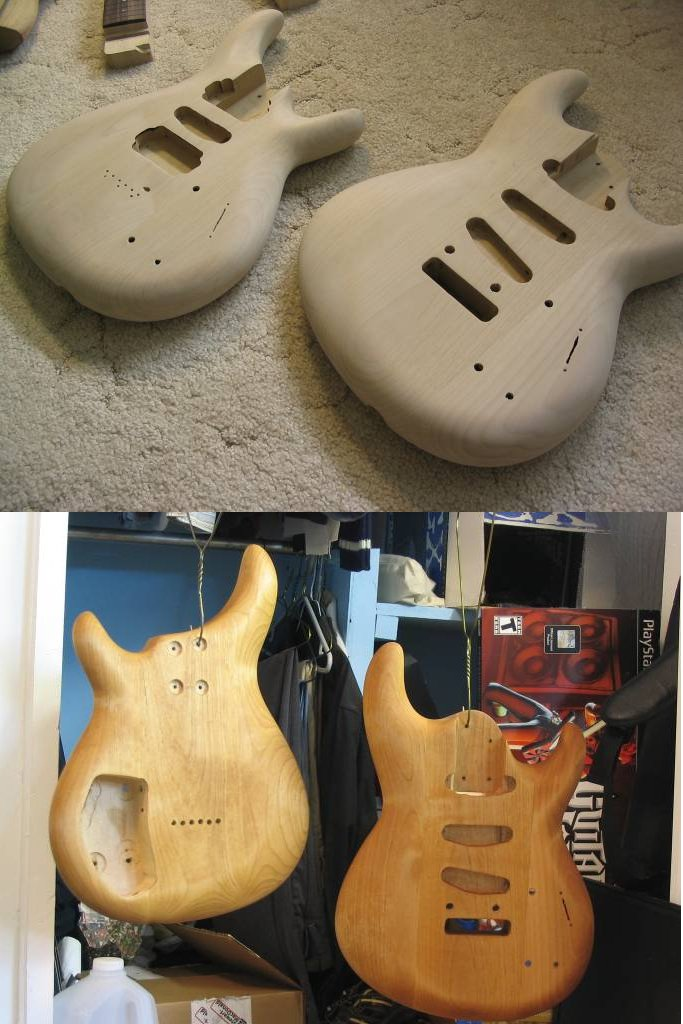
Dřevo bez úpravy a dřevo natřené tungovým olejem. Tungový olej vytváří žlutooranžový povrch.

Tungový olej je dnes populární díky dvěma vlastnostem: pochází z přírodního rostlinného zdroje a vytváří odolné nátěry. Po vytvrzení (5 až 30 dnů, v závislosti na podmínkách) vzniká velmi tvrdý a snadno opravitelný povrch, což je důležité např. u podlahových krytin nebo u povrchů na palubách lodí. Lze jej ředit uhlovodíky, které snižují viskozitu a díky tomu může nátěr pronikat i do nejjemnějších spár. Toto ředidlo se rychle odpařuje, obvykle stačí 15 až 20 minut. Pokud se aplikuje v několika tenkých vrstvách, vzniká lehce matný, jakoby saténový povrch s jemným zlatým odstínem. Tungový olej odolává vodě lépe než jiné čistě olejové nátěry a stárnutí nevede k výraznému ztmavnutí. Uvádí se, že je méně náchylný k plísním než lněný olej.
Vzhledem k tomu, že se tungový olej stal populárním jako povrchová úprava dřeva šetrná k životnímu prostředí, začaly se pod tímto názvem prodávat různé nátěrové hmoty. Některé produkty označené jako „tungový olej“ jsou ve skutečnosti jiného složení a tungový olej nemusí vůbec obsahovat. Produkty označené Dánský olej mohou obsahovat tungový nebo lněný olej. Přesné složení je obvykle uvedeno na obalu výrobku.
Ohřevem tungového oleje na asi 260 °C v prostředí bez kyslíku se podstatně zvyšuje viskozita a filmotvorné vlastnosti oleje. Většina takto polymerizovaných tungových olejů se prodává ve směsi s uhlovodíkovými rozpouštědly, aby se s nimi lépe pracovalo. Alternativními ředidly, odvozenými z rostlinných zdrojů jsou terpeny, např. limonen.

### Deštník z oleje a papíru
Deštník z oleje a papíru je tradiční deštník vyráběný v Číně a Japonsku a do západních zemí se dostal prostřednictvím Hedvábné stezky. K výrobě se používal právě tungový olej, který po nanesení na papír a vytvrzení zajišťoval nepromokavost a voděodolnost deštníku.